# Іхнофосилії

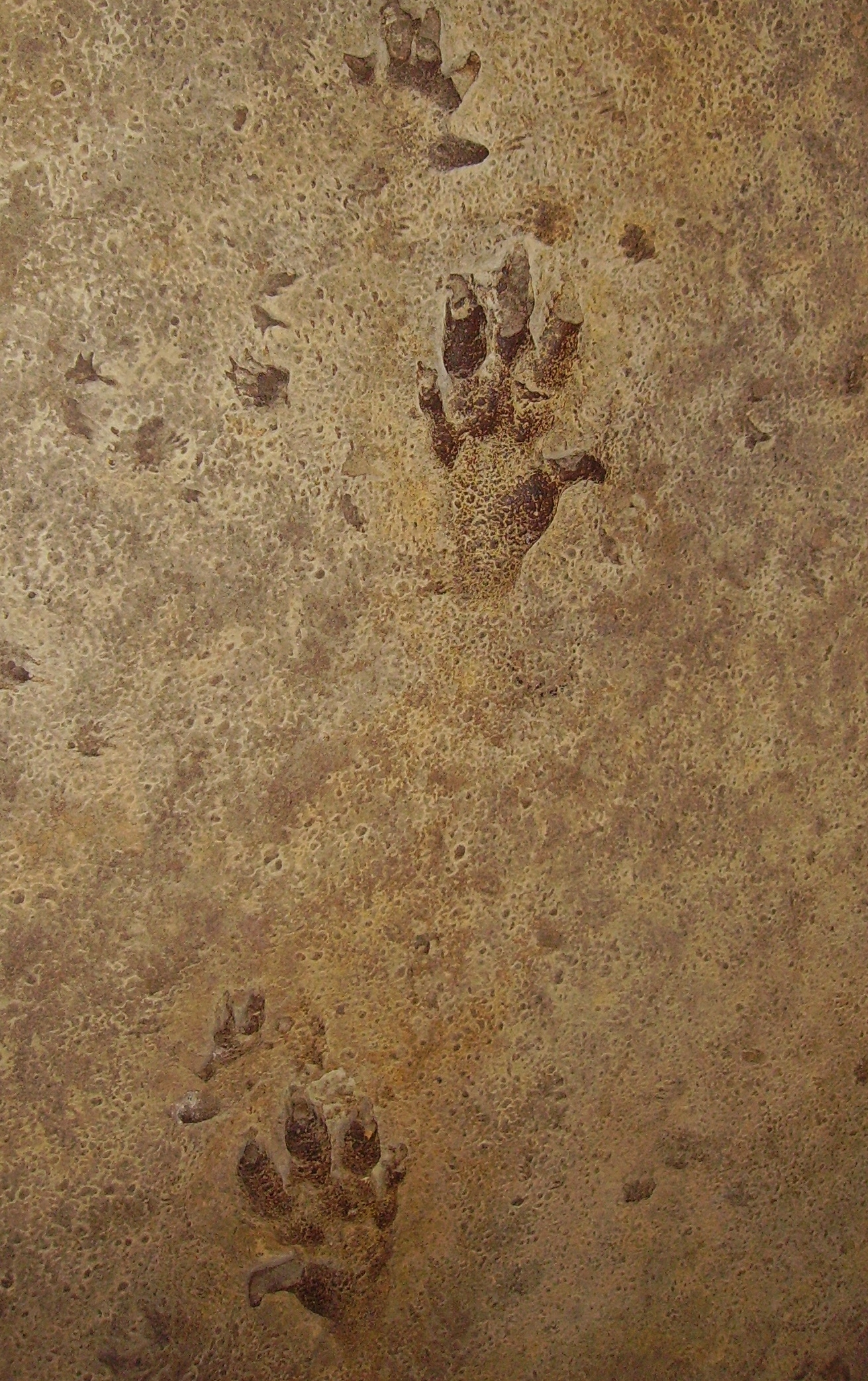
Сліди Chirotherium у пісковику тріасу

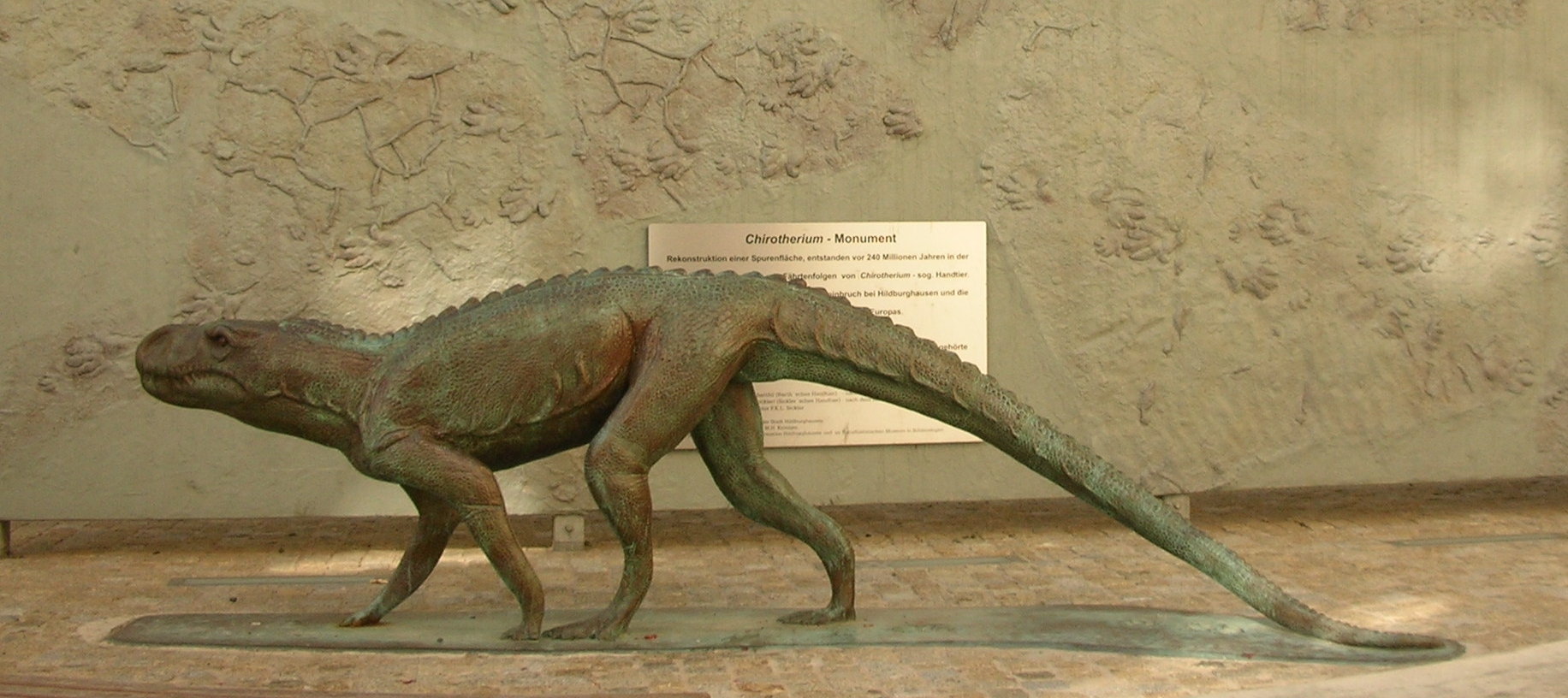
Спекулятивна скульптура іхнороду Chirotherium

Скам'янілі сліди, також відомі як іхнофосилії (від грец. ἴχνος, ikhnos — «слід, доріжка») — скам'янілі свідчення біологічної активності форм життя, без збереження останків самого організму. Є не-людським еквівалентом артефакту. Скам'янілі сліди відрізняються від скам'янілих тіл, які є скам'янілими відбитками частин тіл організмів, зазвичай змінених пізнішою хімічною активністю або мінералізацією. Вивчення таких слідів скам'янілостей є іхнологією — роботою іхнологів.
Сліди скам'янілостей можуть складатися з фізичних відбитків, зроблених на або в субстраті організмом. Наприклад, нори, свердловини (біоерозія), уроліти (ерозія, спричинена евакуацією рідких відходів), відбитки ніг, сліди годівлі та кореневі порожнини можуть бути слідами скам'янілостей.
Термін у найширшому розумінні також включає залишки інших органічних матеріалів, вироблених організмом; наприклад, копроліти (скам'янілий послід) або хімічні маркери (седиментологічні структури, створені біологічними засобами; наприклад, утворення строматолітів). Однак більшість осадових структур (наприклад, створених порожніми мушлями, що котяться по дну моря) не утворюються внаслідок поведінки організму і, отже, не вважаються слідами скам'янілостей.
Вивчення слідів — іхнологія — поділяється на палеотехнологію, або дослідження слідів скам'янілостей, і неоіхнологію, вивчення сучасних слідів. Іхнологічна наука ставить перед собою багато проблем, оскільки більшість слідів відображають поведінку, а не біологічну спорідненість, їхніх творців. Відповідно, дослідники класифікують сліди скам'янілостей у форми родів на основі їх зовнішнього вигляду та передбачуваної поведінки, або етології, їхніх творців.

## Деякі приклади іхнофосилій
- Копроліти — скам'янілі екскременти.
- Палеотунель — підземний сховок, виритий викопною мегафауною палеозою.
- Онкоїди — шаруваті структури, утворені життєдіяльністю мікроорганізмів, зазвичай ціанобактерій.
- Строматоліти — шаруваті осадові утворення, утворені фотосинтезуючими мікроорганізмами, такими як ціанобактерії, сульфатвідновлювальні бактерії та Pseudomonadota.
- Гастроліти — каміння, що утримується в шлунково-кишковому тракті для перетирання їжі у тварин, які не мають належних для цього зубів.